# NGC 5177
NGC 5177 est une galaxie spirale située dans la constellation de la Vierge. Sa vitesse par rapport au fond diffus cosmologique est de 6 749 ± 20 km/s, ce qui correspond à une distance de Hubble de 99,6 ± 7,0 Mpc (∼325 millions d'al). NGC 5177 a été découverte par l'astronome allemand Ernst Hartwig en 1883.
À ce jour, deux mesures non basées sur le décalage vers le rouge (redshift) donnent une distance de 101,000 ± 1,414 Mpc (∼329 millions d'al), ce qui est légèrement à l'intérieur des valeurs de la distance de Hubble.

## Supernova
La supernova SN 2010cr a été découverte dans NGC 5177 le 16 avril 2010 par l'astronome japonais Koichi Itagaki et indépendamment par le relevé Palomar Transient Factory. Cette supernova était de type Ia.